# Molophilus (Molophilus) nerriga
Molophilus (Molophilus) nerriga is een tweevleugelige uit de familie steltmuggen (Limoniidae). De soort komt voor in het Australaziatisch gebied.